# Araneus pratensis
Araneus pratensis är en spindelart som först beskrevs av James Henry Emerton 1884.  Araneus pratensis ingår i släktet Araneus och familjen hjulspindlar. Inga underarter finns listade i Catalogue of Life.

## Bildgalleri

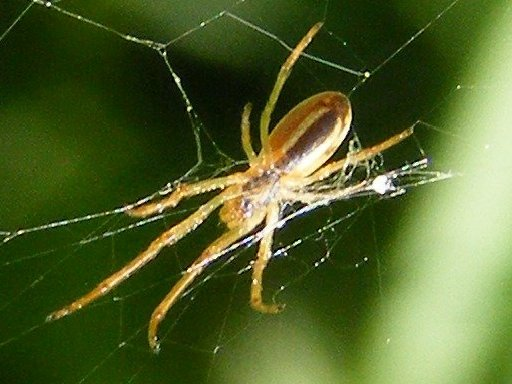